# Karel Habětínek
Karel Habětínek, v německojazyčném prostředí též Karl Habietinek (2. března 1830 Praha – 21. března 1915 Vídeň), byl rakousko-uherský, respektive předlitavský vysokoškolský pedagog, státní úředník, soudce a politik českého původu, v roce 1871 ministr spravedlnosti Předlitavska.

## Biografie
Vystudoval Karlo-Ferdinandovu univerzitu v Praze. Roku 1855 získal titul doktora práv. V letech 1856–1862 působil jako právník v Tereziánské vojenské akademii. V roce 1859 se stal docentem na Vídeňské univerzitě, kde vyučoval civilní právo. Od roku 1861 působil jako advokát v Praze. V letech 1863–1868 vyučoval civilní i obchodní právo na Karlo-Ferdinandově univerzitě v Praze, v letech 1868–1871 pak opět na Vídeňské univerzitě, kde zastával i funkci děkana. Od roku 1869 zasedal též u říšského soudu.
5. února 1871 se stal ministrem spravedlnosti Předlitavska ve vládě Karla von Hohenwarta. Ve vládě setrval do 26. října 1871. Jako ministr inicioval přijetí zákona o vedení pozemkových knih.
Jeho účast ve vládě coby Čecha (spolu s ním byl ministrem jmenován i další Čech Josef Jireček) byla součástí snahy vlády Karla von Hohenwarta vytvořit novou koalici se zapojením neněmeckých národností. Habětínek a Jireček byli historicky prvními Čechy na ministerské pozici v Předlitavsku. V státoprávních otázkách byl federalistou, tedy zastáncem větších pravomocí historických zemí. Historik Otto Urban ho ovšem neřadí mezi stoupence českého státního práva, spíše ho popisuje jako osobnost bez nacionálních předsudků, bytostného Rakušana. Ze své vědecké dráhy se osobně znal s dalším ministrem Hohenwartovy vlády, Albertem Schäfflem, který i díky znalosti Habětínka ztratil předsudky vůči údajné kulturní zaostalosti neněmeckých národností a byl pak hlavním vyjednavačem vlády u takzvaných fundamentálních článků (projektované česko-rakouské vyrovnání).
Roku 1879 byl jmenován doživotním členem Panské sněmovny. Roku 1882 se stal prezidentem senátu Nejvyššího soudního dvora ve Vídni a od roku 1899 až do roku 1904 byl dokonce jeho prvním prezidentem.
Roku 1871 získal čestné občanství (měšťanství) Rokycan, Hořic a Chrudimi.